# 聖約翰座堂 (臺北市)
25°01′28″N 121°32′35″E / 25.024379697452524°N 121.54313146595918°E
聖約翰座堂座落於臺灣臺北市大安區復興南路二段280號，是基督新教聖公會臺灣教區的主教座堂。現任聖約翰座堂牧正是林立峯會長（2016年8月1日起）。

## 沿革
- 1952年：一群大陸由到臺灣的熱心聖公會教友開創聖約翰堂。借現今為臺北市長安東路與林森北路交界口的長老會之中山教會（原日本聖公會），定期舉行崇拜與聚會。
- 1954年：購得坐落臺北市和平東路二段土地，為建堂基地。
- 1955年：四月十日動土開工，同年十一月落成。十二月五日在新堂舉行首次崇拜。
- 1956年：三月十六日，由甘納德主教祝聖聖約翰堂，並舉行臺灣聖公會史上第一次堅振禮。
- 1961年：七月六日臺灣教會管轄權，由日本聖公會正式移轉美國聖公會。旋由美國聖公會總會決定成立臺灣傳道區。
- 1962年：十一月宣佈聖約翰堂為「聖約翰代座堂」（St. John’s Pro-Cathedral）。加建教堂左手邊二層大樓與禮拜堂連接，供作堂牧辦公室、交誼廳、會議室、主日學教室之用。
- 1963年：元月三日，由甘納德主教主持大樓落成祝福典禮，揭幕啟用。
- 1965年：聖約翰代座堂被定為座堂,林約翰牧師接任座堂堂牧。
- 1966年：九月成立聖約翰幼稚園,首任園長為趙國瑞小姐。
- 1969年：四月，聖公宗東南亞聯合會，在臺灣舉行年議會，假座堂舉行開幕大禮拜。
- 1970年：四月二十七日，王長齡主教安息歸主,五月一日在座堂舉行安息大禮拜。
- 1971年：元月，龐德明主教在座堂昇座任臺灣聖公會第二任主教。
- 1972年：在座堂右側空地，興建四層大樓，供開辦學生女生宿舍之用。該大樓命名為甘納德樓。
- 1975年：五月，邀請甘納德主教親自來臺祝福揭幕。
- 1977年：元月座堂成立「牧區」（Parish）。
- 1988年：劉定華牧師接任座堂牧正。改進座堂骨灰室之安放設施。
- 1989年：購入一部崇拜專用數位式電子琴。
- 1996年：六月停辦學生宿舍，改由座堂作傳道事工空間加以使用。
- 1997年：八月一日劉定華牧正調派高雄聖保羅堂，由時任新埔工專校牧兼降臨堂堂牧的林應求牧師接任，並於同年十月十九日，由簡啟聰主教正式委任為座堂第五任牧正。林應求牧正於2014年七月底退休。
- 1997年：學生宿舍之甘納德樓全面整修，成為座堂的「教育與宣教樓」，專供主日學及各團契使用。
- 2002年-2003年：聖壇所有聖器全部更新。
- 2004年：六月六日（三一主日）崇拜中祝聖座堂網站後正式啟用。

## 禮拜時間
以下時間以當地時間（臺灣時間）為準
- 英語崇拜——主日 09:00（AM）
- 華語崇拜——主日 10:30（AM）
- 中英聯合崇拜——主日 10:30（AM）
- 特殊聖日 (聖週、升天日等)——依公告

## 圖輯

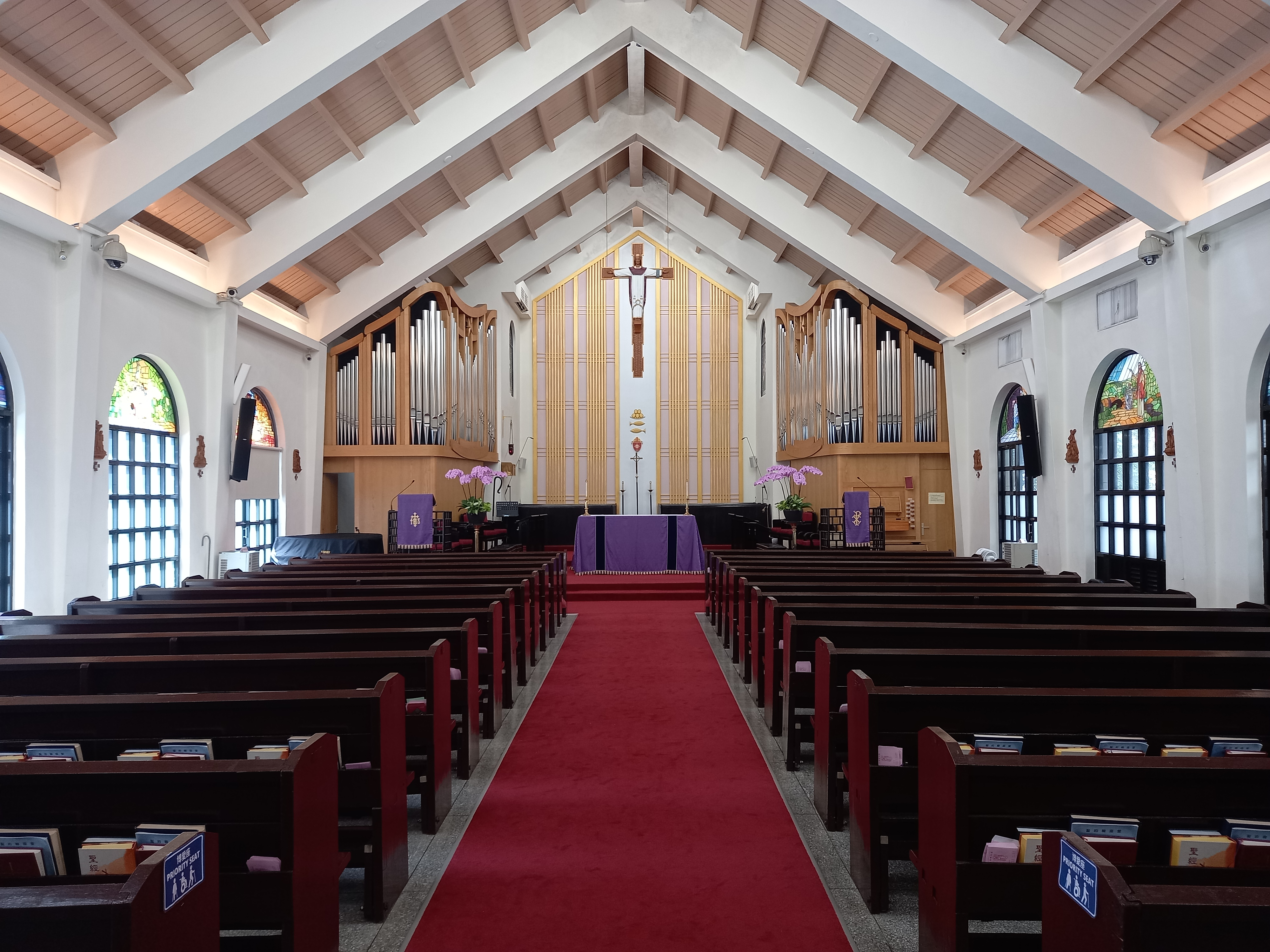
聖約翰座堂內部
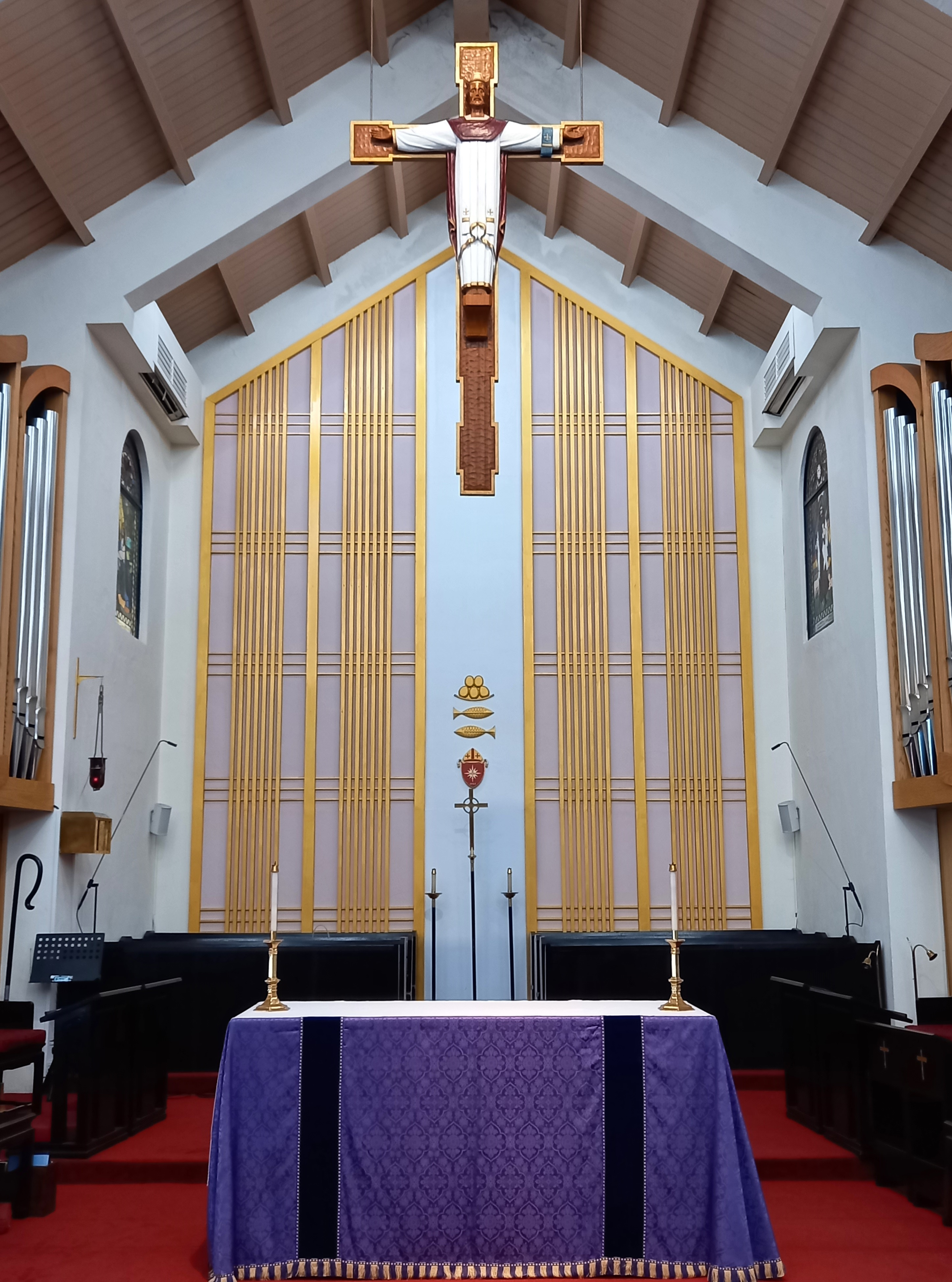
聖約翰座堂祭壇
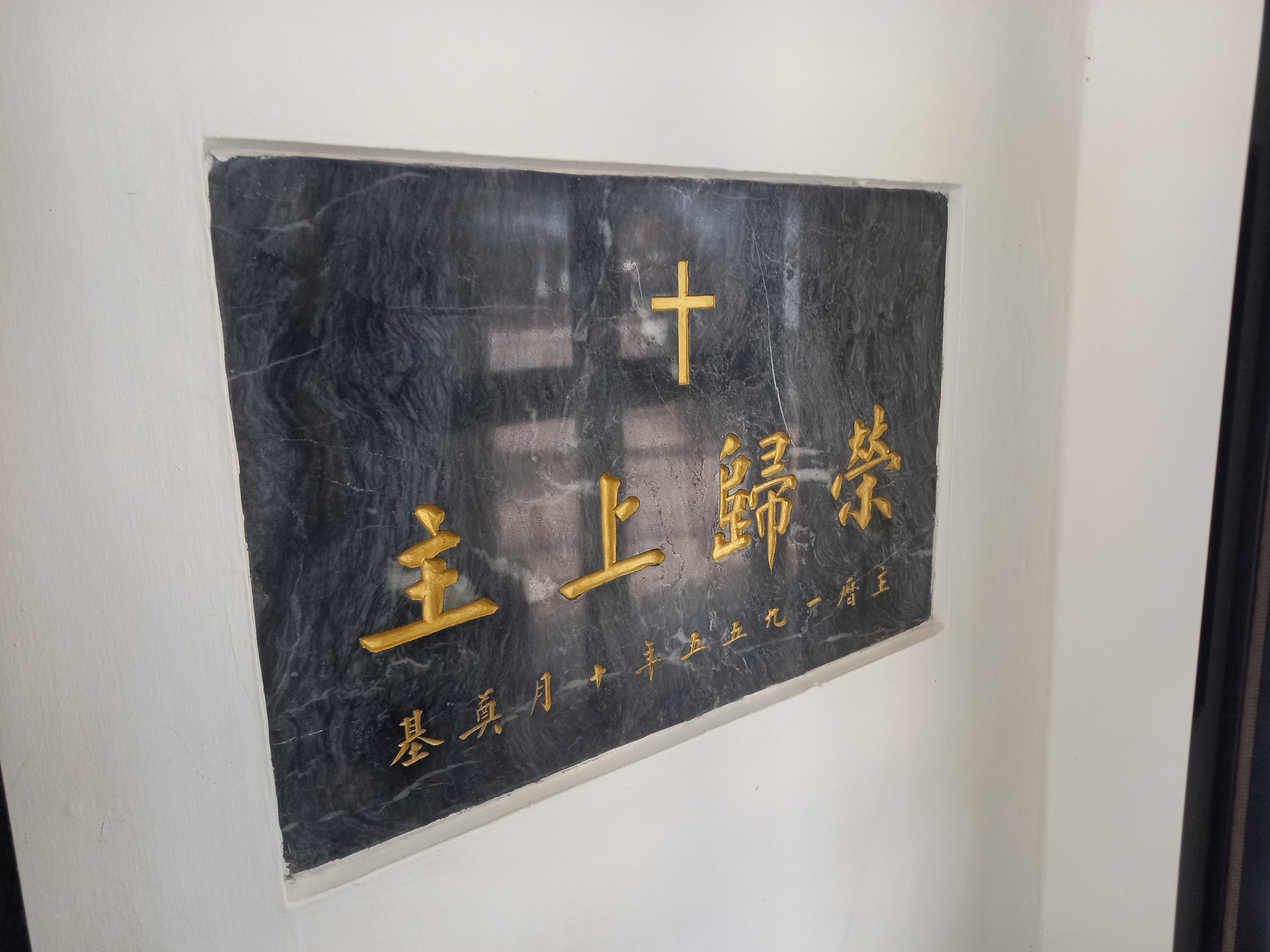
臺灣聖公會聖約翰座堂奠基紀念石碑

## 外部連結
- 臺灣聖公會聖約翰座堂 （页面存档备份，存于）